# Google Tensor
Google Tensor（グーグル テンサー）は、Googleが開発した、Pixelブランドのデバイスに搭載されるSoC、およびSiPの総称。アーキテクチャはARM64をベースにして設計されている。 
Pixel (第1世代)登場後の2016年から構想があり、2020年以降から開発が本格化、2021年のPixel 6から、Qualcomm Snapdragonに代わって採用され、その後も、2022年のTensor G2、2023年のTensor G3、2024年のTensor G4へと引き継がれて展開されている。

## 概要
Googleによれば、従来採用されていたSnapdragonでは処理能力に限界があったことから開発したとしている。「Tensor」という名前は、TensorFlowとTensor Processing Unitに由来する。
開発したのはハードウェア部門の中のGoogleシリコンチームで、副社長兼ゼネラルマネージャーのフィル・カーマックとシニアディレクターのモニカ・グプタがGoogleリサーチ部門と同時に率いていた。
マイクロアーキテクチャの構造は、通常1つの超高性能コアしか持たない8コアのbig.LITTLESoCとしては珍しく、2つの超高性能コア、2つの高性能コア（"big"コア）、および4つの高効率コア（"LITTLE"コア）から構成されている（但しTensor G2まで）。これについてカーマック副社長は、Tensorが両方の超高性能コアを低周波で同時に実行してさまざまなコプロセッサを管理することで、激しいワークロードでも効率的に動作できるようになるためだと説明している。また、オスターロー・ハードウェアチーフは、Tensorのパフォーマンスはベンチマークで定量的に評価するのは難しいとした上で、むしろ強みは、高度な音声認識、リアルタイムでの言語翻訳、写真のぼかし、HDRのようなフレームバイフレーム処理などを可能にする、多くのML機能にあるとしている。

## 特徴
2025年3月時点で以下の4つのモデルが開発・発表されている。
|      |                        | 第1世代                                                                    | G2                                                                          | G3                                                                            | G4                                                                           |
| ---- | ---------------------- | -------------------------------------------------------------------------- | --------------------------------------------------------------------------- | ----------------------------------------------------------------------------- | ---------------------------------------------------------------------------- |
| SoC  | 登場日                 | 2021年10月19日                                                             | 2022年10月6日                                                               | 2023年10月4日                                                                 | 2024年8月22日                                                                |
| SoC  | 型番                   | GS101 (S5P9845)                                                            | GS201 (S5P9855)                                                             | GS301 (S5P9865)                                                               | GS401 (S5P9875)                                                              |
| SoC  | コードネーム           | Whitechapel                                                                | Cloudripper                                                                 | Zuma                                                                          | Zuma Pro                                                                     |
| SoC  | プロセスノード         | 5nm (5LPE)                                                                 | 5nm (5LPE)                                                                  | 4nm (SF4)                                                                     | 4nm (SF4P)                                                                   |
| SoC  | ファウンドリ           | サムスン                                                                   | サムスン                                                                    | サムスン                                                                      | サムスン                                                                     |
| SoC  | ベースSoC              | Exynos 2100                                                                | Exynos 2200                                                                 | Exynos 2300                                                                   | Exynos 2400                                                                  |
| CPU  | アーキテクチャ         | ARMv8.2-A                                                                  | ARMv8.2-A                                                                   | ARMv9                                                                         | ARMv9.2-A                                                                    |
| CPU  | ビット幅               | 64ビット                                                                   | 64ビット                                                                    | 64ビット                                                                      | 64ビット                                                                     |
| CPU  | マイクロアーキテクチャ | 8コア 2.8GHz Cortex-X1 (2×) 2.25GHz Cortex-A76 (2×) 1.8GHz Cortex-A55 (4×) | 8コア 2.85GHz Cortex-X1 (2×) 2.35GHz Cortex-A78 (2×) 1.8GHz Cortex-A55 (4×) | 9コア 2.9GHz Cortex-X3 (1×) 2.37GHz Cortex-A715 (4×) 1.70GHz Cortex-A510 (4×) | 8コア 3.1GHz Cortex-X4 (1×) 2.6GHz Cortex-A720 (3×) 1.92GHz Cortex-A520 (4×) |
| CPU  | セキュリティ           | TrustZone (Trusty OS)                                                      | TrustZone (Trusty OS)                                                       | TrustZone (Trusty OS)                                                         | TrustZone (Trusty OS)                                                        |
| GPU  | マイクロアーキテクチャ | Mali-G78 MP20                                                              | Mali-G710 MP7                                                               | Mali-G715 MP7                                                                 | Mali-G715 MP7                                                                |
| GPU  | 周波数                 | 848MHz                                                                     | 848MHz                                                                      | 890MHz                                                                        | 940MHz                                                                       |
| RAM  | 規格                   | LPDDR5                                                                     | LPDDR5                                                                      | LPDDR5X                                                                       | LPDDR5X                                                                      |
| RAM  | バス幅                 | 4×16-bit quad-channel                                                      | 4×16-bit quad-channel                                                       | 4×16-bit quad-channel                                                         | 4×16-bit quad-channel                                                        |
| RAM  | 帯域幅                 | 51.2GB/s                                                                   | 51.2GB/s                                                                    | 68.2GB/s                                                                      | ?                                                                            |
| ISP  | NPU                    | edgeTPU (Abrolhos)                                                         | edgeTPU (Janeiro)                                                           | edgeTPU (Rio)                                                                 | edgeTPU (Rio)                                                                |
| ISP  | ストレージ規格         | UFS 3.1                                                                    | UFS 3.1                                                                     | UFS 3.1                                                                       | UFS 3.1                                                                      |
| 接続 | モデム                 | Exynos 5123                                                                | Exynos 5300                                                                 | Exynos 5300i                                                                  | Exynos 5400c                                                                 |
| 接続 | 無線                   | Wi-Fi 6 / Wi-Fi 6E                                                         | Wi-Fi 6 / Wi-Fi 6E                                                          | Wi-Fi 7                                                                       | Wi-Fi 7                                                                      |
| 接続 | 無線                   | Bluetooth 5.2                                                              | Bluetooth 5.2                                                               | Bluetooth 5.3                                                                 | Bluetooth 5.3                                                                |
| 接続 | 測位                   | デュアルバンドGNSS                                                         | デュアルバンドGNSS                                                          | デュアルバンドGNSS                                                            | デュアルバンドGNSS                                                           |

### Tensor (第1世代)
2021年10月のPixel Fall Launch eventで正式に発表され、Pixel 6/6 Proと共に登場した。Google Pixel 6の公式Webサイトには、「Googleの技術力すべてを、あなたのために。」と記載されていた。その後、2022年7月に登場したPixel 6のミドルレンジ版、Pixel 6aでも採用された。Googleの独自開発とされているものの、実際に詳しく見ると、サムスン電子のExynosと多くの類似点があることが明らかになっており、製造もサムスン電子の5nmプロセスで行われることから、実態としては同社のExynosシリーズをベースにGoogle独自のカスタムを行ったものとも言われている。

### Tensor G2
2021年10月までに「Cloudripper」というコードネームで、開発が始まり、毎年一度開催されるGoogle I/Oの基調講演で、2022年7月、Pixel 7とPixel 7 Pro に採用される形で登場し、10月6日に開かれた、年次開催のMade by Googleイベントで「Google Tensor G2」として、正式に発表された。のちにPixel 7aや、折りたたみスマートフォンのPixel Fold、そして2023年5月のGoogle I/Oで発表されたPixel Tabletでも採用された。32ビットアプリをサポートせず、64ビット対応のみとなる、初のAndroid対応SoCとなった。

### Tensor G3
サムスンは2022年8月までに「Zuma」というコードネームのチップのテストを開始し、2023年10月、Tensor G3としてPixel 8とPixel 8 Proで採用される形で登場した。

### Tensor G4
2024年8月、Made by Googleにて、Pixel 9シリーズに採用される形で登場した。Gemini Nanoがオンデバイスで実行可能。

### 将来
The Informationは、2023年7月、Googleシリコンチームが2022年の試作開始期限を逃したために、2024年にリリースされる予定だった「Redondo」というコードネームの次期Tensorの開発を中止し、代わりに「Laguna」というコードネームのチップの開発を、完全内製で開発しはじめ、サムスンの代わりにTSMCの3nmプロセスに基づいて、設計・製造されることになったと報じている。

## 歴史

### 背景
GoogleによるSoCの開発は、Pixelが初めて登場してすぐ、2016年4月から始まっていたが、GoogleのCEOであるサンダー・ピチャイとハードウェアチーフのリック・オスターローは、製品の準備が整うまでに長い時間がかかるだろうと考えていた。
翌年、同社のハードウェア部門は、人工知能（AI）と機械学習（ML）を専門とする76人の半導体研究者のチームを編成し、その後規模を拡大させながら、チップの開発に取り組んだ。2017年から、Pixelスマートフォンに組み込む独自設計のコプロセッサ、Pixel 2とPixel 3のPixel Visual Coreと、Pixel 4のPixel Neural Coreを開発した。
その後、2020年4月までの間に、PixelおよびChromebook向けのARMベースの独自プロセッサ、コードネーム「Whitechapel」の開発に向けて、大きな進歩を遂げた。Googleの親会社、Alphabetの10月期四半期決算発表会で、ピチャイCEOはハードウェアへの「より深い投資」に興奮していると表明し、Whitechapelに言及したものではないかとの憶測を生んだ。前述のPixel Neural Coreは、2020年に登場したPixel 5からは非搭載になり、これについてGoogleは、搭載したSoCのSnapdragon 765Gにより、同社が目指していたカメラ性能をすでに満たしているためと説明している。
2021年4月、Whitechapelが次のPixelスマートフォンで採用されると報じられた。また同時にGoogleは、同年にQualcommに買収されるよりも前に、Nuviaを買収する交渉もしていた。

### 展開
同年8月2日、Pixel 6の発表の中で、Tensorを正式に発表した。以前のPixelスマートフォンはQualcomm Snapdragonを採用していたものの、これもPixel 5aが最後となった。ピチャイCEOは後に、TensorとPixel 6の開発により、2020年から2021年初頭にリリースされた、Pixelスマートフォンに向けたより画一的なソリューションをもたらしたと、遠回しに指摘している。
一方で2022年9月、The Vergeは、2023年のリリースが予定されていた、Tensor搭載のPixelbook後継機が、コスト削減のために開発中止されたと報じた。

## 評価
登場時は好評を集め、Tom's Guideのフィリップ・マイケルズは、Pixel 6とPixel 6 Proでビデオ関連が強化された点を評価し、マルケス・ブラウンリーとWiredのジュリアン・チョッカトゥも同様の意見を示した。同じくWiredのリリー・ヘイ・ニューマンは、チップのセキュリティ機能を強調し、Tensorの最強のセールスポイントになると指摘した。CNN Underscoredのジャコン・クロルは、Tensorがスマートフォンで「最も流動的で最速のパフォーマンス」を提供したと評した。
Android Policeのライン・ヘイガーは、チップのパフォーマンスは日常のユーザーに受け入れられるとした一方で、Qualcommの契約条件に拘束されなくなったため、Googleが何年ものAndroidアップデートを提供しなくなるのではという懸念を示した。TechRadarのレビュアー、ジェームズ・ペッカムは、Tensorを「傑出している」と称賛した一方、同じくTechRadarのデビッド・ラムはチップの性能を「強いものの、同じようなチップをリードするものではない」と評した。